# フリードリヒ・ギュンター (シュヴァルツブルク＝ルードルシュタット侯)
フリードリヒ・ギュンター（Friedrich Günther von Schwarzburg-Rudolstadt, 1793年11月6日 - 1867年6月28日）は、ドイツのシュヴァルツブルク＝ルードルシュタット侯（在位：1807年 - 1867年）。

## 生涯
シュヴァルツブルク＝ルードルシュタット侯ルートヴィヒ・フリードリヒ2世とその妻でヘッセン＝ホンブルク方伯フリードリヒ5世の娘であるカロリーネの間の第2子、長男として生まれた。父の死去に伴って侯位を継いだ時はわずか13歳だったので、母が成人まで摂政を務めた。
1810年から1811年にかけ、スイスのジュネーヴに留学してフランス語を学んだ。その後、イタリアへのグランドツアーに赴いている。1813年から1814年にかけ、母方の叔父フィリップに随行してドイツ解放戦争に従軍した。1814年に親政を開始した。その治世は53年間（母が摂政だった時期も含めれば60年）におよび、シュヴァルツブルク家歴代の諸領主の中で最も長いものとなった。しかしフリードリヒ・ギュンターは領国の経営に関心無く、重要な政治決定は他の人々に委ねた。こうした事情から、元摂政だった母カロリーネが1854年に亡くなるまで、国政に強い影響力を及ぼし続けた。
治世中、侯国はドイツ連邦およびドイツ関税同盟に参加し、1816年には侯国憲法が制定された。この憲法により国政における実権は侯国議会に委譲され、君主の専権事項は徴税と議会が通過させた法案の認可だけとなった。1848年革命の波及により侯国内で騒擾が起きると、1848年3月10日に報道の自由を認めたが、これは後に撤回された。1854年には団体・結社の禁止が言い渡された。侯国はフリードリヒ・ギュンターの長い治世中、経済の立ち遅れに悩まされた。
1816年4月15日にデッサウにおいて、母方の従妹にあたるアンハルト＝デッサウ公女アウグステと最初の結婚をした。しかし間にもうけた3人の息子はいずれも夭折し、1854年にはアウグステとも死別した。
翌1855年8月7日、ドレスデンにおいて最初の妻の姪にあたるライナ伯爵夫人ヘレーネ（1835年 - 1860年）と再婚した。ヘレーネはアウグステの弟ゲオルクが貴賤結婚でもうけた娘で、結婚に際しては叔父ヴィルヘルムと養子縁組をして、アンハルト＝デッサウ公女の称号を認められた。しかしこの結婚は貴賤結婚と見なされ、ヘレーネの産む子供に家督相続権は認められなかった。ヘレーネは1860年に男女の双子を出産した際に死去した。子供たちはロイテンベルク侯子・侯女（Prinz/essin von Leutenberg）の称号を名乗ったが、息子のジッツォは1896年にシュヴァルツブルク侯子の称号と家督相続権を与えられている。
1861年9月24日にシュヴァルツブルクにおいて、平民のマリー・シュルツェ（1840年 - 1909年）と3度目の結婚（貴賤結婚）をしたが、間に子供は無かった。マリーは結婚に際してブロッケンブルク伯爵夫人（Gräfin von Brockenburg）の称号を与えられている。嗣子をもうけるための条件を満たさない2度目と3度目の身分違いの結婚は、侯国の領民たちから大きな非難を受けた。1867年に死去し、弟のアルベルトが後を継いだ。

## 子女
最初の妻アウグステとの間に3人の息子をもうけた。
- フリードリヒ・ギュンター（1818年 - 1821年）
- ギュンター（1821年 - 1845年）
- グスタフ・アドルフ（1827年 - 1837年）

2番目の妻ヘレーネとの間には双子の1男1女をもうけた（出生時の称号はロイテンベルク侯子・侯女）。
- ヘレーネ（1860年 - 1937年） - 1884年、シェーナイヒ＝カロラート侯子ハンスと結婚
- ギュンター・ジッツォ（1860年 - 1925年） - シュヴァルツブルク家家長（1925年 - 1926年）

また、1840年代に愛人としていたフリーデリケ・トヴァルト（1820年 - 1884年）との間に3人の庶出の娘があった。